# Микаилов, Микаил Шамиль оглы
Микаил Микаилов (англ. Mikayil Mikayilov, ; род. 21 июля 1981, Баку) — азербайджанский театральный режиссёр, кинорежиссёр, актёр и хореограф.

## Биография и творчество
Родился в 1981 году в Баку. В 2000 году окончил Бакинское Хореографическое Училище. В 2004 году окончил режиссёрский факультет Азербайджанского Государственного Университета Культуры и Искусства. С 1999 по 2003 год работал актером театра пантомимы. С 2005 года работает режиссёром в Азербайджанском Государственном Театре «Юх». В 2010 году был ассистентом Йоши Ойда (Япония, Франция) в постановке оперы «ИДОМЕНЕЙ» В. А. Моцарта («Прага, The National Theatre» , The Estates Theatre).

## Фильмография
Режиссёр
- «Мёртвые и живые» (документальный фильм, 2004)
- «Пери Гала» (короткометражный фильм, 2007)
- «Феномен (короткометражный фильм, 2015)
- «Харго» (короткометражный фильм, 2020)

Актер
- «Игра» (фильм, 2003 Азербайджан)
- «Взлётная полоса (фильм, 2005)»
- «Русский перевод» (сериал, 2006 Россия)
- «Три девушки» (фильм, 2007 Азербайджан-Германия-Россия)
- «Брак по завещанию» (сериал, 2009 Россия)
- «И не было лучше брата» (фильм, 2010 Россия-Азербайджан)

## Спектакли
Режиссёр
- «Записки сумасшедшего о монстре по имени Вий» (2005, Баку)
- «Нищий сын миллионера» — музыкальная комедия, Музыка — С. Алескеров, либретто — Ш. Гурбанов.(2007, Баку)
- «Афган» — М. Физули, (2009, Баку)
- «Ханума» А. Цагарели (2011, Баку)
- «Шах & Поэт» по мотивам романа Кямала Абдуллы «Неполная рукопись» (2013, Баку)
- «Мусье Жордан и дервиш Масталишах» М. Ф. Ахундов квазимистика (2012, Караганда)
- «Мусье Жордан и дервиш Масталишах» — М. Ф. Ахундов, квазимистика (2013, Тюмень)
- «Божественная игра» — на основе древнетюркского эпоса «Книга Деде Коркута» (2014, Баку)
- «Ревизор» по пьесе Н. В. Гоголя, комедия (2016, Баку)
- «Медея. Секвенция-01» (2016, Баку)
- «Дураки» Н. Саймон (2018, Караганда)
- «PANDЫ» М. Вишнек (2018, Новосибирск)
- «Достоевский FM: Хроники Мордасова» (2019, Караганда)
- «Мы - КЛОУН» М. Вишнек (2020, Баку)

Хореограф
- «Декамерон» Дж. Боккаччо (2014, Новосибирск)
- «Агенты праздников» (2015, Новосибирск)
- «Чудные люди» по рассказам Шукшина (2016, Новосибирск)
- «Чиполлино» (2016, Новосибирск)